# Fat Albert und die Cosby Kids/Episodenliste
Fat Albert und die Cosby Kids umfasst 110 Episoden, die vom 9. September 1972 bis zum 24. Oktober 1981 auf CBS und vom 1. September 1984 bis zum 10. August 1985 via Syndication ausgestrahlt wurden. Die deutschsprachige Erstausstrahlung erfolgte vom 13. November 2001 bis zum 18. April 2002 sowie am 23. November 2004 auf dem Sender Junior. Die 18. Folge der achten Staffel und die Specials wurden jedoch nicht in Deutschland ausgestrahlt.

## Staffeln
| Staffel | Staffel | Episoden | Erstausstrahlung   | Erstausstrahlung | Deutschsprachige Erstausstrahlung | Deutschsprachige Erstausstrahlung |
| Staffel | Staffel | Episoden | Beginn             | Ende             | Beginn                            | Ende                              |
| ------- | ------- | -------- | ------------------ | ---------------- | --------------------------------- | --------------------------------- |
|         | 1       | 14       | 9. September 1972  | 9. Dezember 1972 | 13. November 2001                 | 4. Dezember 2001                  |
|         | 2       | 8        | 8. September 1973  | 27. Oktober 1973 | 21. November 2001                 | 12. Dezember 2001                 |
|         | 3       | 6        | 6. September 1975  | 11. Oktober 1975 | 13. Dezember 2001                 | 20. Dezember 2001                 |
|         | 4       | 8        | 11. September 1976 | 30. Oktober 1976 | 21. Dezember 2001                 | 7. Januar 2002                    |
|         | 5       | 8        | 8. September 1979  | 27. Oktober 1979 | 8. Januar 2002                    | 17. Januar 2002                   |
|         | 6       | 8        | 6. September 1980  | 25. Oktober 1980 | 18. Januar 2002                   | 29. Januar 2002                   |
|         | 7       | 8        | 5. September 1981  | 24. Oktober 1981 | 30. Januar 2002                   | 8. Februar 2002                   |
|         | 8       | 50       | 1. September 1984  | 10. August 1985  | 11. Februar 2002                  | 23. November 2004                 |

## Episoden

### Staffel 1: 1972
| Nr. (ges.) | Nr. (St.) | Deutscher Titel                 | Originaltitel     | Erstausstrahlung USA | Deutschsprachige Erstausstrahlung (D) |
| --- | --------- | ------------------------------- | ----------------- | -------------------- | ------------------------------------- |
| 1 | 1         | Der Lügenbaron                  | Lying             | 9. Sep. 1972         | 13. Nov. 2001                         |
| Edward, ein Freund der Bande, erzählt, wie er in Florida gegen Alligatoren gekämpft hat. Deshalb begibt sich die Gruppe an einen nahegelegenen See, damit er seine Technik demonstriert. Dort finden sie jedoch nur Schlamm und keine Alligatoren. Edward erzählt dann, wie man Eltern anlügt, um einer Bestrafung zu entgehen. Am nächsten Tag erzählt er, dass er ein guter Schwimmer ist. Sein Cousin verrät jedoch, dass er gar nicht schwimmen kann. Sein Schwindel fliegt auf, als er in einem Pool tauchen soll. Die Bande vergibt ihm, droht für die nächste Lüge jedoch mit Prügel.                                                    |           |                                 |                   |                      |                                       |
| 2 | 2         | Klein, aber ganz groß           | The Runt          | 16. Sep. 1972        | 23. Nov. 2001                         |
| Peewee ist klein und fühlt sich bei vielen Aktivitäten der Bande, besonders beim Sport, ausgeschlossen. Später wird die Bande im Football herausgefordert. Es zeigt sich, dass Peewee ein guter Spieler ist, weshalb er mitspielen darf. Die gegnerische Mannschaft verfügt mit Kong über einen Spieler, der noch größer als Fat Albert ist. Während des Spiels geht der Ball verloren und Peewee ist der einzige, der klein genug ist, um an den Ball heranzukommen. Die Teams schließen Frieden und geben zu, dass Peewee ein cooles Kind ist.                                                                                                |           |                                 |                   |                      |                                       |
| 3 | 3         | Wirbel um Betty                 | The Stranger      | 23. Sep. 1972        | 26. Nov. 2001                         |
| Dumb Donalds junge Cousine Betty kommt aus dem Süden zu Besuch, wobei sich der Rest der Bande nicht über ihre Anwesenheit freut. Sie wird beschuldigt, dafür verantwortlich zu sein, dass sie nachsitzen müssen und Chaos angerichtet zu haben. Nachdem sie Rudy beim Tennis schlägt, wird sie ihnen sympathischer. Als die Bande wieder schlecht gelaunt ist, weil sie einen Brief an König Artus schreiben müssen, gelingt es Betty, sie dazu zu bringen, sich in unterschiedliche mittelalterliche Rollen zu versetzen, weshalb sie den anstehenden Test bestehen. Am nächsten Tag laden sie Betty ein, mit ihnen zum Schrottplatz zu gehen. |           |                                 |                   |                      |                                       |
| 4 | 4         | Unsere großen Rockstars         | Creativity        | 30. Sep. 1972        | 27. Nov. 2001                         |
| Rudy gibt mit seiner neuen E-Gitarre an und behauptet, dass er damit berühmt werden kann. Der Rest der Bande hat jedoch keine Instrumente und muss sich mit Jobs sein Geld dafür verdienen. Das Geld kommt nur langsam zusammen und die Instrumente sind sehr teuer. Rudys Träume platzen ebenfalls, als seine Gitarre bei seinem Gig für einen Stromausfall sorgt. Deshalb baut sich die Bande auf dem Schrottplatz eigene Instrumente. |           |                                 |                   |                      |                                       |
| 5 | 5         | Ab ins Ferienlager!             | Fish Out of Water | 7. Okt. 1972         | 28. Nov. 2001                         |
| Die Bande verlässt ihre Nachbarschaft, um Camp Greenlane zu besuchen. Zunächst kommen sie dort mit einer anderen Gruppe nicht zurecht. Sie spielen sich gegenseitig Streiche, schließen sich jedoch zusammen, als der unter Heimweh leidende Russell verschwindet. Zusammen retten sie Russell aus einer Gefahr. Die beiden Gruppen befreunden sich und freuen sich auf ein Wiedersehen im nächsten Jahr. Die Folge endet mit einem Lied, in dem es darum geht, dass wir trotz Unterschieden alle Menschen sind. |           |                                 |                   |                      |                                       |
| 6 | 6         | Das haut den stärksten Bären um | Moving            | 14. Okt. 1972        | 29. Nov. 2001                         |
| Die Bande wird im Buck Buck von ihren Rivalen herausgefordert. Dabei geht es darum, wer am meisten Gewicht stemmen kann. Fat Albert ist untergewichtig, weshalb Rudy vorschlägt, ihn mit ihrem Essen zu versorgen. Die Strategie geht jedoch nicht auf, da der Rest durch den Hunger geschwächt ist. Auch Fat Albert leidet unter dem Essen und muss nach Hause gehen, weshalb die Bande erstmals geschlagen wird. Zunächst wollen sie ihn ausschließen, entscheiden sich aber letztendlich dagegen. |           |                                 |                   |                      |                                       |
| 7 | 7         | Null Bock auf Schule            | Playing Hooky     | 21. Okt. 1972        | 30. Nov. 2001                         |
| Vom Schulalltag gelangweilt, entscheiden Fat Albert und die Bande sich, Hooky zu spielen. Außer Dumb Donald schwänzen alle die Schule, geraten aber in Schwierigkeiten. Auf einem Bahnhof treffen sie auf Obdachlose, die früher selbst Hooky gespielt haben, weshalb sie so unerfolgreich im Leben waren. Sie raten den Jungs, wieder zur Schule zu gehen. Am nächsten Morgen sind sie schon früh in der Schule, um den Unterricht nachzuholen. |           |                                 |                   |                      |                                       |
| 8 | 8         | Eine bittere Pille              | The Hospital      | 28. Okt. 1972        | 3. Dez. 2001                          |
| Bill bringt seinen ängstlichen Bruder Russell für eine Untersuchung zum Schularzt. Um ihm zu zeigen, dass die Untersuchung harmlos ist, lässt sich Bill ebenfalls untersuchen. Daraufhin werden sie zur Tonsillektomie ins Krankenhaus geschickt. Aus Angst vor dem Eingriff verteilen sie ihren Besitz an die anderen Mitglieder der Bande, ehe sie erfahren, dass es sich um einen Standardeingriff handelt. Ihre Eltern versprechen ihnen Eiscreme nach der OP. Beim anschließenden Krankenhausbesuch schleicht sich die Bande rein, um etwas vom Nachtisch abzubekommen.                                                                    |           |                                 |                   |                      |                                       |
| 9 | 9         | Schnorrer                       | Begging Benny     | 4. Nov. 1972         | 4. Dez. 2001                          |
| Fat Alberts Cousin Benny kommt zu Besuch, nutzt die Bande jedoch aus. Später wird er von einer Gruppe Punks ebenso behandelt, wodurch er einiges über Freundschaft lernt. |           |                                 |                   |                      |                                       |
| 10 | 10        | Große Klappe                    | The Hero          | 11. Nov. 1972        | 14. Nov. 2001                         |
| Scrap Iron Yates ist ein Vorbild der Bande. Es stellt sich aber heraus, dass er auf sie hinabsieht, als er sie zunächst ins Schwimmbad einlädt, gegenüber dem Manager dies jedoch abstreitet, als er bemerkt, dass sie zu jung sind. Später lässt er sich dafür bezahlen, andere auf seinem Motorrad mitfahren zu lassen. Nachdem er durch seinen Fahrstil der Polizei auffällt, behauptet er, sie hätten das Motorrad gestohlen. Es stellt sich jedoch heraus, dass er gar keinen Führerschein besitzt, weshalb Russell ihn aufhält und die Bande bemerkt, dass er kein Vorbild ist.                                                           |           |                                 |                   |                      |                                       |
| 11 | 11        | Scherzkeks                      | The Prankster     | 18. Nov. 1972        | 15. Nov. 2001                         |
| Otis ist neu in der Gegend und wird nach einigen guten Streichen von der Bande aufgenommen. Fat Albert findet die Streiche nicht lustig und tritt deshalb aus. Später bringt Otis die Bande durch einen Streich in Schwierigkeiten mit einer anderen Bande. Bei Otis Vorbereitungen für den anstehenden Kampf gibt es weitere Streiche. Fat Albert rettet Otis, indem er der anderen Bande zeigt, dass sich seine Streiche gegen ihn selbst wenden. |           |                                 |                   |                      |                                       |
| 12 | 12        | Brillenschlange                 | Four Eyes         | 25. Nov. 1972        | 16. Nov. 2001                         |
| Die Bande hält Heywood für die dümmste Person, da er Probleme beim Sport hat. An der Schule hat er Schwierigkeiten mit dem Lesen. Sein Lehrer und der Rektor schicken ihn zu einem Sehtest. Heywood erfährt, dass er eine Brille benötigt, wobei er Angst hat, damit lächerlich auszusehen. Die Bande kann er hingegen mit seinen besseren Fähigkeiten beeindrucken. |           |                                 |                   |                      |                                       |
| 13 | 13        | Kampf der Geschlechter          | The Tomboy        | 2. Dez. 1972         | 19. Nov. 2001                         |
| Während die Bande sich für Kuchen interessiert, bemerkt Fat Albert, dass sich Penny, das neue Mädchen in der Klasse, für Sport interessiert. Obwohl sie beim Football, Basketball, Gewichtheben, Stabhochsprung und Armdrücken beeindruckt, hat sie Schwierigkeiten, akzeptiert zu werden. Penny fordert Fat Albert im Bankdrücken heraus, welches dieser trotz aller Widrigkeiten gewinnt. Nachdem Penny bei einem Tennisspiel aushilft, verstehen sie sich jedoch gut miteinander. |           |                                 |                   |                      |                                       |
| 14 | 14        | Lampenfieber                    | Stagefright       | 9. Dez. 1972         | 20. Nov. 2001                         |
| Die Bande interessiert sich für das Schauspielen und nimmt an einem Wettbewerb teil, um Geld zu gewinnen. Nachdem sie auf dem Schrottplatz mit Wilhelm Tell erfolgreich waren, beschließen sie, am Theater Moby Dick aufzuführen. Der Regisseur versucht, die Gruppe zu organisieren. Am Tag, als Rudy den Soloteil von König Artus darbietet, zeigen die anderen Moby Dick, wobei sie mit Problemen, wie Lampenfieber, zu kämpfen haben. Die Teilnahme hat sich jedoch gelohnt, da Rudy den Hauptpreis, gratis Ballettstunden gewinnt. |           |                                 |                   |                      |                                       |

### Staffel 2: 1973
| Nr. (ges.) | Nr. (St.) | Deutscher Titel                | Originaltitel         | Erstausstrahlung USA | Deutschsprachige Erstausstrahlung (D) |
| --- | --------- | ------------------------------ | --------------------- | -------------------- | ------------------------------------- |
| 15 | 1         | Der Rabauke                    | The Bully             | 8. Sep. 1973         | 21. Nov. 2001                         |
| Immer, wenn Fat Albert nicht da ist, tyrannisiert Slappy den Rest der Bande; ist Fat Albert anwesend, zeigt er sein bestes Benehmen. Nach einer Weile gelingt es Bill, Fat Albert Slappys wahren Charakter zu zeigen. Nachdem er Slappy damit konfrontiert, verspricht dieser, die Bande nicht mehr zu belästigen. |           |                                |                       |                      |                                       |
| 16 | 2         | Der Schlaumeier                | Smart Kid             | 15. Sep. 1973        | 22. Nov. 2001                         |
| Thurman ist so gut in der Schule, dass er die Bücher meist dort lässt. Fat Albert und die Bande müssen hingegen meist nachsitzen, um ihre schlechten Noten auszugleichen. Zur Ablenkung machen sie Sport, worin Thurman weniger talentiert ist. Die Bande erfährt, dass Thurman zu Hause einen weiteren Satz Bücher hat und fast jeden Abend lernt und somit wenig Zeit für Sport hat. Deshalb treffen sie die Abmachung, dass Thurman die Bande unterrichtet und sie ihm im Gegenzug im Sport helfen. |           |                                |                       |                      |                                       |
| 17 | 3         | Schmutzige Kohle               | Mr. Big Timer         | 22. Sep. 1973        | 5. Dez. 2001                          |
| Franny Bates erhält von seinem Bruder Muggles Geld und einige Dinge, wie ein Motorrad, das von Fat Albert kaputt gemacht wird. Er geht zu Muggles, um den Schaden abzuarbeiten. Dieser gibt Albert ein Paket, das er ausliefern soll. Als er von der Polizei festgenommen wird, erfährt er, dass es sich um Betäubungsmittel handelt und willigt ein, bei der Festnahme von Muggles zu helfen und seine Drogengeschäfte zu unterbinden. Während Franny Fat Albert nicht mehr als Freund betrachtet, steht der Rest der Bande zu ihm, da er richtig gehandelt hat. |           |                                |                       |                      |                                       |
| 18 | 4         | Brüderchen oder Schwesterchen? | The Newcomer          | 29. Sep. 1973        | 6. Dez. 2001                          |
| Dumb Donald bekommt den Schock seines Lebens, als seine Eltern ihm erzählen, dass sie ein weiteres Baby bekommen, was ihm missfällt. Die Bande versucht, ihn mit einem Besuch im Zoo aufzuheitern. Dort sieht er, dass die Tiere ebenfalls Kinder haben, weshalb die Bande sich fragt, wo die Babys herkommen. Als Donalds Schwester schließlich geboren wird, sind seine Ängste Vergangenheit und er schließt sie ins Herz, auch wenn er dies der Bande gegenüber nicht zugibt. |           |                                |                       |                      |                                       |
| 19 | 5         | Mein Dad ist Weltklasse!       | What Does dad Do?     | 6. Okt. 1973         | 7. Dez. 2001                          |
| Für die Schule schreiben die Jungs über den Beruf ihrer Väter. Ihre Lehrerin bemerkt dabei schnell, dass die Geschichten übertrieben sind. Sie trifft mit ihnen die Abmachung, dass jeder seinen Vater zur Arbeit begleitet, um einen besseren Eindruck von der Arbeit zu bekommen. Dies hilft ihnen dabei, ihre Tests zu bestehen und sie schätzen die Arbeit ihrer Väter wert. |           |                                |                       |                      |                                       |
| 20 | 6         | Zerrissenes Herz               | Mom or Pop            | 13. Okt. 1973        | 10. Dez. 2001                         |
| Die Bande interessiert sich dafür, was ihre neue Klassenkameradin Flora in ihrer kleinen Tasche hat. Sie finden heraus, dass es sich um eine Spielzeugpuppe handelt, die sie von ihrem Vater erhalten hat, welcher seit kurzem von ihrer Mutter geschieden ist. Ihre Eltern streiten sich über Flora, während die Bande sie auf dem Schrottplatz aufheitert. An ihrem Geburtstag bemerken ihre Eltern, dass sie weggelaufen ist und legen ihre Differenzen beiseite, um sie gemeinsam zu suchen. Fat Albert und die Bande helfen dabei und entdecken, dass sie zum Schrottplatz zurückgekehrt ist. Ihre Eltern sind sich einig, dass Flora weiterhin eine wichtige Rolle in ihrem Leben spielen wird, auch wenn sie nicht mehr zusammenleben. |           |                                |                       |                      |                                       |
| 21 | 7         | Cowboy und Indianer            | How the West Was Lost | 20. Okt. 1973        | 11. Dez. 2001                         |
| Johnny ist neu in der Schule und stammt von amerikanischen Ureinwohnern aus Arizona ab. Die Kinder glauben, dass Johnny, da er ein Indianer ist, Regen machen kann und andere Tricks, die sie aus Filmen kennen, beherrscht. Johnny zeigt ihnen jedoch, dass er kein typischer Ureinwohner ist. Mudfoot erzählt in einer haarsträubenden Geschichte, wie er einen Indianer getroffen hat. Deshalb suchen die Jungs die Bibliothek auf, um mehr über die Ureinwohner und ihre Kultur zu erfahren. Als sie Johnny erneut treffen, behandeln sie ihn mit mehr Respekt. |           |                                |                       |                      |                                       |
| 22 | 8         | Die Bedeutung der Warnschilder | Sign Off              | 27. Okt. 1973        | 12. Dez. 2001                         |
| Cool Roy findet es toll, Verkehrszeichen zu vertauschen und Gebäude mit Graffiti zu besprühen. Fat Albert konfrontiert ihn damit, dass das gefährlich sein kann. Roy verspricht, damit aufzuhören, bricht sein Versprechen jedoch am nächsten Tag, als die Bande Football spielt. Als der Ball verloren geht, rettet Fat Albert Peewee rechtzeitig aus einem Gebäude, das gesprengt werden soll, an dem jedoch die Warnschilder entfernt wurden. Roy wird mit den Beweismitteln erwischt und muss als Strafe alle Graffiti entfernen, die er gemacht hat, was ihm eine Lehre ist. |           |                                |                       |                      |                                       |

### Staffel 3: 1975
| Nr. (ges.) | Nr. (St.) | Deutscher Titel             | Originaltitel              | Erstausstrahlung USA | Deutschsprachige Erstausstrahlung (D) |
| --- | --------- | --------------------------- | -------------------------- | -------------------- | ------------------------------------- |
| 23 | 1         | Ärger mit Parker            | The Fuzz                   | 6. Sep. 1975         | 13. Dez. 2001                         |
| Parker respektiert keine Autoritäten. Er zerstört eine Polizeiabsperrung und löst einen Fehlalarm bei der Feuerwehr aus. Außerdem überzeugt er die Bande, sich an einem Sicherheitsbeamten vorbei in einen Vergnügungspark zu schleichen, wo sie auf einer Achterbahn, die kurz vor dem Einsturz ist, in Gefahr geraten. Parker und Fat Albert müssen die Behörden zu einem Rettungseinsatz überreden. Anschließend lernt die Bande eine Lektion über die Polizeiautorität. |           |                             |                            |                      |                                       |
| 24 | 2         | Alkohol bringt Nichts!      | An Ounce of Prevention     | 13. Sep. 1975        | 14. Dez. 2001                         |
| Manchmal ist Lucius fröhlich und lebenslustig, manchmal jedoch niedergeschlagen und vergesslich. Fat Albert findet heraus, dass er Alkohol trinkt. Zusammen mit seinen Eltern trifft sich Albert mit Lucius Freunden, die über seinen Alkoholkonsum bereits informiert sind. Zusammen wollen sie ihn dazu bringen, mit dem Alkoholtrinken aufzuhören. Einige Tage später berichtet Lucius Fat Albert, dass er seine Alkoholvorräte weggegossen hat und bedankt sich bei ihm und seinen Eltern für die Hilfe.                                                                        |           |                             |                            |                      |                                       |
| 25 | 3         | Fat Albert auf Wolke sieben | Fat Albert Meets Dan Cupid | 20. Sep. 1975        | 17. Dez. 2001                         |
| Fat Albert verliebt sich in seine Klassenkameradin Laverne, wird jedoch von seinen Freunden gestört, die ihn immer begleiten, wenn er mit ihr alleine sein möchte. Sie sehen sich gemeinsam Filme an und Albert möchte gerne mehr Zeit mit Laverne verbringen, die jedoch mit Albert nur befreundet sein will. Die Bande trauert mit ihm, nachdem sie ihn nach ein paar Tagen besuchen. Er ist jedoch schnell wieder zufrieden, als er sich mit einem anderen Mädchen anfreundet.                                                                                                   |           |                             |                            |                      |                                       |
| 26 | 4         | Kleine und große Gaunereien | Take 2, They're Small      | 27. Sep. 1975        | 18. Dez. 2001                         |
| Fat Alberts Cousin Justin kommt zu Besuch und begeht Ladendiebstahl. Dabei wird er von Harlow beeinflusst, der die Bande dazu bringen will, einige Dinge für ihn zu stellen. Sie lehnen ab und machen sich auf die Suche nach Harlow, nachdem dieser Justin erneut dazu bringen will, zu stehlen. Harlow kann entkommen, verliert dabei aber einen Großteil des Diebesguts, den die Bande der Polizei bringt, welche Harlow verhaftet, nachdem sie in seiner Wohnung noch mehr gestohlene Gegenstände finden. Vor Gericht wird Harlow zu einer Haftstrafe auf Bewährung verurteilt. |           |                             |                            |                      |                                       |
| 27 | 5         | Tierische Liebe             | Animal Lover               | 4. Okt. 1975         | 19. Dez. 2001                         |
| Dulcie lässt ihren Hund Sanford ohne Leine und Halsband raus, was Fat Albert und der Bande Sorgen bereitet. Später wird Sanford gefangen und in den Hundezwinger gebracht. Dulcie holt ihn wieder ab, wird jedoch in der Stadt von einem anderen Hund gebissen. Die Bande macht sich auf die Suche nach dem Hund, um zu prüfen, ob er krank ist. |           |                             |                            |                      |                                       |
| 28 | 6         | Handicap                    | Little Tough Guy           | 11. Okt. 1975        | 20. Dez. 2001                         |
| Dwayne ist neu in der Schule und am Bein behindert. Fat Albert und die anderen versuchen, ihn beim Sport gleichwertig zu behandeln. Dies misslingt und Dwayne verliert sein Selbstvertrauen. Als sie ihn jedoch zu einem wichtigen Footballspiel einladen, findet Dwayne in seine alte Form zurück und hilft det Mannschaft zum Sieg. |           |                             |                            |                      |                                       |

### Staffel 4: 1976
| Nr. (ges.) | Nr. (St.) | Deutscher Titel            | Originaltitel             | Erstausstrahlung USA | Deutschsprachige Erstausstrahlung (D) |
| --- | --------- | -------------------------- | ------------------------- | -------------------- | ------------------------------------- |
| 29 | 1         | Rauchen ist doof!          | Smoke Gets in Your Hair   | 11. Sep. 1976        | 21. Dez. 2001                         |
| Wambly denkt, dass Rauchen cool ist. Rudy und der Rest der Bande (außer Fat Albert) folgen seinem Beispiel und geraten in Schwierigkeiten. Sie lernen ihre Lektion, als Wamblys Vater, der ebenfalls Raucher ist, bei einem Spiel zusammenbricht. Vater, Sohn und der Rest der Bande versprechen sich, nie wieder zu rauchen. |           |                            |                           |                      |                                       |
| 30 | 2         | Schwerhörig                | What Say?                 | 18. Sep. 1976        | 27. Dez. 2001                         |
| Rudy mag Shanna, erlangt jedoch nicht ihre Aufmerksamkeit. Fat Albert findet schließlich heraus, dass Shanna ein Hörproblem hat und überredet sie, einen Arzt aufzusuchen. Sie bekommt ein Hörgerät und Albert klärt die Bande über ihre Situation auf. |           |                            |                           |                      |                                       |
| 31 | 3         | Die neue Lehrerin          | Readin', Ritin', and Rudy | 25. Sep. 1976        | 28. Dez. 2001                         |
| Ms. Johnson ist die neue Lehrerin der Klasse. Sie erwartet den gleichen Respekt, wie ihr Vorgänger. Mit der Zeit akzeptieren sie alle bis auf Rudy, der ständig den Unterricht stört und deshalb zum Vizerektor geschickt wird. Er entschließt sich, die Schule zu verlassen, begegnet im Park jedoch Mudfoot, der ihm erzählt, dass ihn das Verlassen der Schule nicht weit gebracht hat. Daraufhin entscheidet sich Rudy um, kehrt zur Schule zurück und entschuldigt sich bei Ms. Johnson. |           |                            |                           |                      |                                       |
| 32 | 4         | Hier muffelts!             | Suede Simpson             | 2. Okt. 1976         | 1. Jan. 2002                          |
| Suede Simpson sieht gut aus, riecht jedoch schlecht. Es fällt der Bande schwer, ihm mitzuteilen, dass er mehr auf seine Körperhygiene achten soll. Nachdem er uneingeladen auf einer Party erscheint und abstoßend auf die Mädchen wirkt, erteilen ihm Fat Albert und Russell eine Lektion. Nachdem er sich gewaschen hat, ist er einige Tage später mit den gleichen Mädchen unterwegs. |           |                            |                           |                      |                                       |
| 33 | 5         | Betrügerische Anzeige      | Little Business           | 9. Okt. 1976         | 2. Jan. 2002                          |
| Die Bande hofft, über den Versandhandel ein günstiges Fahrrad kaufen zu können, muss jedoch lernen, dass es sich um einen Betrug handelt, bei dem sie im Gegenzug andere Dinge verkaufen müssen und nur ein kaputtes Fahrrad erhalten. |           |                            |                           |                      |                                       |
| 34 | 6         | Monroe schaut in die Röhre | TV or Not TV              | 16. Okt. 1976        | 3. Jan. 2002                          |
| Monroe verbringt seine gesamte Freizeit vor dem Fernseher, weshalb er kaum noch schläft und schlecht in der Schule ist. Währenddessen führt die Bande in der Schule Robin Hood aufführt, um Tickets für ein Konzert zu gewinnen. Monroe, der die Hauptrolle spielt, kommt aufgrund seiner TV-Sucht zu spät. Trotz Fat Alberts Bemühungen schafft er es nicht rechtzeitig auf die Bühne und eine andere Klasse gewinnt. Da sie es jedoch noch schaffen, aufzutreten, dürfen sie trotzdem das Konzert besuchen. Da Monroe zu spät war, kann er nicht mitkommen, das Konzert jedoch im Fernsehen verfolgen. Er bereut es jedoch, nicht wie Fat Albert und die Bande, die er im Publikum sieht, selbst im Fernsehen zu sehen zu sein. |           |                            |                           |                      |                                       |
| 35 | 7         | Trauer um den Onkel        | Shuttered Window          | 23. Okt. 1976        | 4. Jan. 2002                          |
| Da das Sportbudget der Schule gekürzt wird, organisiert Undeens Onkel Monty eine Talentshow, um Spenden zu sammeln. Er stirbt vor der Show, weshalb Undeen und die Bande traurig sind. Mit Unterstützung ihrer Mutter und von Fat Albert gelingt es Undeen, weiterzumachen und sie gelangt zur Einsicht, dass Monty in fröhlicher Erinnerung bleiben sollte, weshalb die Talentshow fortgeführt wird. |           |                            |                           |                      |                                       |
| 36 | 8         | Nur noch Süssigkeiten      | Junk Food                 | 30. Okt. 1976        | 7. Jan. 2002                          |
| Fat Albert und Slim Noodleton essen zu viel ungesundes Essen. Als Slim Zahnschmerzen hat, gehen sie zum Zahnarzt, der Löcher füllen muss. Er empfiehlt eine Diät, an die sich jedoch nur Albert hält, der dadurch ein neues Energielevel erreicht. Slim isst jedoch weiterhin ungesundes Essen und bekommt Magenschmerzen. Außerdem spielt Slim bei einem Football-Spiel schlecht, weshalb Fat Alberts Team verliert. Slim entschließt sich daher, auch eine Diät zu machen. |           |                            |                           |                      |                                       |

### Staffel 5: 1979 (New Fat Albert Show)
| Nr. (ges.) | Nr. (St.) | Deutscher Titel                 | Originaltitel         | Erstausstrahlung USA | Deutschsprachige Erstausstrahlung (D) |
| --- | --------- | ------------------------------- | --------------------- | -------------------- | ------------------------------------- |
| 37 | 1         | Toleranz ist alles!             | In My Merry Busmobile | 8. Sep. 1979         | 8. Jan. 2002                          |
| Die Bande fährt zu einer integrierten Schule. Dort fällt es ihnen schwer, neue Freunde zu gewinnen. Fat Albert hilft ihnen jedoch und bringt sie dazu, zusammen mit Margene und Kevin Badminton zu spielen, wobei sie Spaß haben. |           |                                 |                       |                      |                                       |
| 38 | 2         | Der Balletttänzer               | The Dancer            | 15. Sep. 1979        | 9. Jan. 2002                          |
| Fat Albert und die Bande nehmen an einem Boxwettbewerb teil. Ihr neuer Freund Dimitri ist Balletttänzer, weshalb sie nicht glauben, dass er boxen kann. Als es zum Finale mit dem Kampf gegen Slammin' Sandy kommt, beweist Dimitri ihnen das Gegenteil und besiegt mit Hilfe seiner Tanzschritte Sandy.                                                  |           |                                 |                       |                      |                                       |
| 39 | 3         | Schmerzliche Erfahrung          | Spare the Rod         | 22. Sep. 1979        | 10. Jan. 2002                         |
| Während des Joggens bemerkt Fat Albert blaue Flecken an seiner Freundin Patrice. Er entdeckt, dass sie von ihrer Mutter missbraucht wird. Fat Albert versucht sie zu überzeugen, dies jemandem anzuvertrauen. Nachdem sie zunächst ablehnt, erzählt sie es doch ihrem Lehrer und erhält Hilfe.                                                            |           |                                 |                       |                      |                                       |
| 40 | 4         | Fat Albert als Seelendoktor     | Sweet Sorrow          | 29. Sep. 1979        | 11. Jan. 2002                         |
| Fat Alberts Freundin und Eisläuferin Roberta bietet an, die Bande im Eishockeyspielen zu unterrichten. Ihren Ärger über die Scheidung ihrer Eltern trägt sie in das Team. Ihr Lehrer zeigt ihr jedoch, dass die Scheidung nicht ihr Fehler ist. Außerdem bemerkt Roberta, dass sie auch mit ihren Eltern Spaß haben kann, wenn diese nicht zusammen sind. |           |                                 |                       |                      |                                       |
| 41 | 5         | Zwei Kandidaten zur Wahl        | Poll Time             | 6. Okt. 1979         | 14. Jan. 2002                         |
| Die beiden Kandidaten für den Posten des Schülersprechers, Hugo und Baron machen Rassenpolitik, bis Fat Albert und Margene mit einem Alternativvorschlag zusammen antreten. |           |                                 |                       |                      |                                       |
| 42 | 6         | Leicht behindert                | Mainstream            | 13. Okt. 1979        | 15. Jan. 2002                         |
| Dennis ist neu in der Klasse und hat eine leichte geistige Behinderung. Er kann jedoch alles, was die anderen Schüler können und braucht nur etwas länger. Nach ein paar kleinen Fehlern gelingt es ihm, einen Kunstpreis zu gewinnen, weshalb die gesamte Klasse neue Basketballtrikots erhält.                                                          |           |                                 |                       |                      |                                       |
| 43 | 7         | Manches Risiko lohnt sich nicht | Free Ride             | 20. Okt. 1979        | 16. Jan. 2002                         |
| Fat Albert und die Bande bemerken, dass ihre Skateboard-Freundin Lawanda regelmäßig per Anhalter fährt. Trotz aller Warnungen fährt sie auch per Anhalter zu einem Skateboard-Turnier. Sie gerät in einen Unfall und muss in das Krankenhaus. Lawanda lernt ihre Lektion und verspricht, nächstes Jahr das Turnier zu gewinnen.                           |           |                                 |                       |                      |                                       |
| 44 | 8         | Eine zweifelhafte Quelle        | Soft Core             | 27. Okt. 1979        | 17. Jan. 2002                         |
| Rudys Freund Dustin gibt Fat Albert und der Bande Falschinformationen aus Filmen und Zeitschriften über den Geschlechtsverkehr. Als Rudys Mutter eine Zeitschrift findet, hilft sie ihnen, zuverlässige Informationen zu finden. |           |                                 |                       |                      |                                       |

### Staffel 6: 1980
| Nr. (ges.) | Nr. (St.) | Deutscher Titel                    | Originaltitel       | Erstausstrahlung USA | Deutschsprachige Erstausstrahlung (D) |
| --- | --------- | ---------------------------------- | ------------------- | -------------------- | ------------------------------------- |
| 45 | 1         | Mit Krankheit ist nicht zu spassen | Pain, Pain, Go Away | 6. Sep. 1980         | 18. Jan. 2002                         |
| Darrell fühlt sich müde und schlecht, sucht jedoch weder die Schulkrankenschwester noch einen Arzt auf. Der besorgte Fat Albert spricht mit Darrells Eltern, die ihn in das Krankenhaus schicken. Dort wird entdeckt, dass er ein Hodgkin-Lymphom hat, eine Form des Lymphknotenkrebs. Da die Krankheit frühzeitig erkannt wurde, kann sie jedoch gut behandelt werden. Darrell und seine Eltern bedanken sich daraufhin bei Fat Albert. |           |                                    |                     |                      |                                       |
| 46 | 2         | Das beste von zwei Seiten          | The Rainbow         | 13. Sep. 1980        | 21. Jan. 2002                         |
| Elisa hat Schwierigkeiten damit, gemischtrassige Kinder zu akzeptieren, insbesondere da ihr Klassenkamerad Kim Sohn eines Paares unterschiedlicher Rassen ist. Sie meidet ihn und Gruppenspiele mit ihm. Als sie die gesperrte alte Kleidungsfabrik aufsucht, begibt sie sich in Gefahr. Kim und Fat Albert können sie jedoch retten und Elisa lernt ihre Lektion. |           |                                    |                     |                      |                                       |
| 47 | 3         | Die adoptierte Schwester           | The Secret          | 20. Sep. 1980        | 22. Jan. 2002                         |
| Beau und Francie sind Geschwister. Beau lässt Francie jedoch wissen, dass sie adoptiert wurde. Ihre Eltern geben daraufhin zu, dass sie sie als Baby adoptiert haben. Francie ist verstört und rennt weg, gerät jedoch kurz darauf in Gefahr, als sie in einen Fluss fällt. Beau und Fat Albert können sie retten und ihre Familie zeigt ihr, dass sie sie lieben. |           |                                    |                     |                      |                                       |
| 48 | 4         | Leichte Beute                      | Easy Pickin's       | 27. Sep. 1980        | 23. Jan. 2002                         |
| Die Bande ist beeindruckt von den Gegenständen, die Steve und Claudia besitzen und damit den Eindruck erwecken, reich zu sein. Fat Albert findet heraus, dass sie Ladendiebe sind, die das Diebesgut an andere Kinder verkaufen. Fat Albert informiert ihre Eltern, die gestohlene Gegenstände in ihrem Zimmer finden. Die Zwillinge waren davon ausgegangen, nie erwischt zu werden. Nachdem jedoch ein anderer Junge beschuldigt wird, der Dieb zu sein und verhaftet wird, fühlen sie sich schuldig und geben zu, dass sie die Diebe sind. |           |                                    |                     |                      |                                       |
| 49 | 5         | Spritztour mit Folgen              | Good Ol' Dudes      | 4. Okt. 1980         | 24. Jan. 2002                         |
| Richard „leiht“ sich das Auto seines Onkels und fährt die Bande durch die Stadt. Außerdem nimmt er das Auto seiner Nachbarn, um die Bande umherzufahren. Sie geraten jedoch in Gefahr, als das Auto in einem See landet. Fat Albert kann sie rechtzeitig retten, Richard muss jedoch gegenüber der Polizei, seinen Eltern und den Nachbarn die Konsequenzen tragen. |           |                                    |                     |                      |                                       |
| 50 | 6         | Kopf oder Zahl                     | Heads or Tails      | 11. Okt. 1980        | 25. Jan. 2002                         |
| Harold entwickelt sich zum Spieler und will die Bande dazu überreden, auf Pferderennen zu wetten. Als sie sich weigern, wird Harold zum Laufburschen für Sheldon, der verspricht, ihn zu bezahlen. Er schafft es daraufhin, die Bande zu überzeugen, mitzumachen. Lediglich Fat Albert lehnt ab und will die Bande zur Vernunft bringen. Als die Bande die Wette verliert, muss Harold die Konsequenzen tragen, ebenso wie Sheldon, der bereits inhaftiert wurde.                                                                             |           |                                    |                     |                      |                                       |
| 51 | 7         | Finger weg von Drogen!             | Pot of Gold         | 18. Okt. 1980        | 28. Jan. 2002                         |
| Patty war eine Einserschülerin, bis sie anfing, Drogen zu nehmen und nun regelmäßig Marihuana nimmt. Als die Bande ihren Drogendealer trifft, gerät Rudy in Versuchung, selbst Drogen zu nehmen, überdenkt dies jedoch, als er sieht, dass Patty in Gefahr ist. Er und Fat Albert können sie retten. Sie treffen sich mit ihren Eltern und einem Polizisten und Patty erklärt sich bereit, bei der Verhaftung ihres Drogendealers zu helfen, was der erste Schritt ihrer Rückkehr in die Normalität ist.                                      |           |                                    |                     |                      |                                       |
| 52 | 8         | Eine Waffe ist kein Spielzeug      | The Gunslinger      | 25. Okt. 1980        | 29. Jan. 2002                         |
| Shawn denkt, dass er cool ist, wenn er die Waffe seines Vaters trägt. Bis auf Fat Albert sind alle beeindruckt, dieser geht hingegen zu seinen Eltern, um Shawn vom Tragen der Waffe abzuhalten. Obwohl die Waffe nicht geladen ist, findet Rudy eine Patrone, mit der Shawn Schießübungen machen kann. Es kommt fast zur Tragödie, als die Waffe nach hinten losgeht und seine Hand schwer verletzt. Glücklicherweise kann der Vater aufgrund seiner medizinischen Ausbildung seinem Sohn das Leben retten.                                  |           |                                    |                     |                      |                                       |

### Staffel 7: 1981
| Nr. (ges.) | Nr. (St.) | Deutscher Titel                | Originaltitel          | Erstausstrahlung USA | Deutschsprachige Erstausstrahlung (D) |
| --- | --------- | ------------------------------ | ---------------------- | -------------------- | ------------------------------------- |
| 53 | 1         | Heimatland Mexiko              | Habla Espanol          | 5. Sep. 1981         | 30. Jan. 2002                         |
| Rosita ist eine schüchterne mexikanische Amerikanerin. Rudy beleidigt sie, da ihr Englisch nicht so gut ist, woraufhin sie die nächsten Tage in der Schule fehlt. Als Fat Albert einschreitet, gerät bei einem Hispano die Küche in Brand. Aufgrund ihrer guten Kommunikation können sie das Feuer ohne großen Schaden löschen. Zurück in der Schule veranstaltet Miss Wucher ein Projekt, um den Kindern zu zeigen, dass sie auf ihre Herkunft stolz sein können. Rosita ist überrascht, dass die Bande viele berühmte mexikanische Persönlichkeiten kennen und kehrt in die Schule zurück. |           |                                |                        |                      |                                       |
| 54 | 2         | –                              | 2 by 2                 | 12. Sep. 1981        | 1. Feb. 2002                          |
| Arden und Baron sind ineinander verliebt und wollen die Schule verlassen, um schnellstmöglich zu heiraten. Zunächst interessiert sie nicht, was andere denken, jedoch realisiert Arden, dass sie nicht die High School besuchen könnte. Fat Albert macht Baron mit Mudfoot bekannt, der ihm Ellen vorstellt, eine Frau, die nur wenig älter als Baron ist. Sie und ihr Ehemann Joey haben in ihrem Alter geheiratet, jedoch Probleme damit, Jobs zu finden, ihre Rechnungen zu bezahlen und können sich weder ein Auto noch das Telefon leisten. Aus diesen Gründen überdenken Arden und Baron ihre Entscheidung und verschieben ihre Pläne in die Zukunft.                                             |           |                                |                        |                      |                                       |
| 55 | 3         | Hunde kann man nicht einparken | Parking Dog            | 19. Sep. 1981        | 5. Feb. 2002                          |
| Fat Albert hat Zweifel daran, dass Cosgrove und Doreen in der Lage sind, sich um einen Welpen zu kümmern. Cosgrove und Doreen lassen ihren Welpen Freddie alleine zu Hause, wo er aus dem Fenster entkommt und auf eine Straße mit viel Verkehr rennt. Fat Albert ruft die Polizei, die ihn rettet. Cosgrove und Doreen lernen dadurch, was Verantwortung bedeutet. |           |                                |                        |                      |                                       |
| 56 | 4         | Wasser hat keine Balken        | Water You Waiting For? | 26. Sep. 1981        | 7. Feb. 2002                          |
| Die Bande geht am Cedar Lake campen, wo sie neue Leute kennenlernen. Fat Albert interessiert sich für die hübsche Janine, die er an seinem Wissen über die Sicherheit im Wasser teilhaben lässt. Er findet heraus, dass sie als Rettungsschwimmerin im Camp arbeitet und somit mehr über das Thema weiß, als er. Sie macht ihn zu einem Assistenz-Rettungsschwimmer. Ihre Teamarbeit erweist sich als nützlich, als Rudys Streich an Russell nach hinten losgeht und beide in Gefahr geraten. Die Bande lernt bei der knappen Rettung, was Sicherheit im Wasser bedeutet. |           |                                |                        |                      |                                       |
| 57 | 5         | Der neue Vater                 | The New Father         | 3. Okt. 1981         | 31. Jan. 2002                         |
| Nach dem Tod ihres Vaters trifft Buffys Mutter Mr. Haney und bezieht ihn in ihr Leben ein, was Buffy missfällt. Ihre ablehnende Haltung verstärkt sich noch, als sie bekanntgeben, heiraten zu wollen. Buffy rennt weg und versteckt sich in einem geschlossenen Vergnügungspark. Sie gerät in Gefahr, wird jedoch von Mr. Haney gerettet. Buffy erklärt sich einverstanden, ihn als Teil der Familie zu akzeptieren. |           |                                |                        |                      |                                       |
| 58 | 6         | Alle Menschen sind gleich      | Double Cross           | 10. Okt. 1981        | 4. Feb. 2002                          |
| Melinda erzählt, dass sie sich für eine Gruppe mit dem Namen Double Cross interessiert. Diese interessiert sich jedoch nicht für Fat Albert und die Bande, da sie einer anderen Ethnie angehören. Mudfoot stellt Fat Albert einen Rabbi vor, der davon erzählt, wie die Nazis in seine Heimat einmarschiert sind. Später stellt Fat Albert George, den Anführer von Double Cross wegen seines Rassismus zur Rede. Später in der Nacht will George an einer jüdischen Synagoge Vandalismus betreiben, begibt sich jedoch selbst in Gefahr. Fat Albert und die Polizei können ihn retten und verhaften George wegen seines Vandalismus. Melinda lernt somit, welche Personen in ihrem Leben wichtig sind. |           |                                |                        |                      |                                       |
| 59 | 7         | Die Ausreißerin                | Little Girl Found      | 17. Okt. 1981        | 6. Feb. 2002                          |
| Greta ist eine weggelaufene Teenagerin, die den Fernseher der Bande klaut und verkauft. Fat Albert will Greta helfen und Mudfoot erzählt ihr das Märchen von Hänsel und Gretel in der Hoffnung, dass sie zu ihrer Familie zurückkehrt. Greta gerät schließlich an eine Bande, die Fahrräder klaut. Fat Albert kommt ihr zur Hilfe und Harold holt rechtzeitig die Polizei. Daraufhin ruft Greta ihre Mutter an und unternimmt erste Schritte, um nach Hause zurückzukehren. |           |                                |                        |                      |                                       |
| 60 | 8         | Wenn Eltern zuviel trinken     | Whatch That First Step | 24. Okt. 1981        | 8. Feb. 2002                          |
| Fat Albert und die Bande treffen Marcus Detrick, einen guten Sportler, der neu in der Gegend ist. Sie laden ihn zum bevorstehenden Vater-Sohn-Baseball-Spiel ein, er lehnt jedoch ab, da sein Vater nicht in der Stadt sei. Es zeigt sich jedoch, als er trotzdem auftaucht, dass er betrunken und Alkoholiker ist. Marcus und seine Schwester Michelle sind von Zuhause weggerannt, um den Problemen zu entgehen. Nachdem sie in Gefahr geraten, überzeugt Fat Albert sie, zu den anonymen Alkoholikern zu gehen. Dort lernen sie, sich nicht über ihren Vater zu ärgern oder für ihn zu schämen und entschließen sich, nach Hause zurückzukehren, um ihrer Mutter in der Situation beizustehen.       |           |                                |                        |                      |                                       |

### Staffel 8: 1984–85 (Adventures of Fat Albert and the Cosby Kids)
| Nr. (ges.) | Nr. (St.) | Deutscher Titel                          | Originaltitel                        | Erstausstrahlung USA | Deutschsprachige Erstausstrahlung (D) |
| --- | --------- | ---------------------------------------- | ------------------------------------ | -------------------- | ------------------------------------- |
| 61 | 1         | Reanimationskurs                         | Have a Heart                         | 1. Sep. 1984         | 11. Feb. 2002                         |
| Die Bande bleibt in der Schule, um etwas über Herz-Lungen-Wiederbelebung zu lernen, Rudy spielt jedoch lieber Basketball. Mudfoot hält ihn jedoch auf und erzählt ihm, wie wichtig die Schule ist. Kurz darauf hat er einen Herzanfall und Rudy kann ihm nicht helfen. Glücklicherweise taucht die Bande rechtzeitig auf und Fat Albert reanimiert ihn, während die anderen den Rettungsdienst rufen. Mudfoot erholt sich und Rudy lernt seine Lektion und besucht den Wiederbelebungskurs. |           |                                          |                                      |                      |                                       |
| 62 | 2         | Ein wachsames Auge                       | Watch Thy Neighborhood               | 8. Sep. 1984         | 12. Feb. 2002                         |
| Die Jungs besuchen ein Treffen zur Sicherheit in der Nachbarschaft, nachdem bei Dumb Donald eingebrochen wurde. |           |                                          |                                      |                      |                                       |
| 63 | 3         | Zeit für eine Geschichte                 | Cosby's Classics                     | 15. Sep. 1984        | 13. Feb. 2002                         |
| Als der Fernseher kaputt geht, erzählt Bill der Bande die Geschichte von Paul Bunyan, welche sie so sehr interessiert, dass sie die Bibliothek aufsuchen, um mehr über ihn zu erfahren. |           |                                          |                                      |                      |                                       |
| 64 | 4         | Das Schiedsgericht                       | Justice Good as Ever                 | 22. Sep. 1984        | 14. Feb. 2002                         |
| Ein Unfall verhindert, dass die Bande Rudys Fahrrad bei einem Rennen einweiht. |           |                                          |                                      |                      |                                       |
| 65 | 5         | Großer Band-Wettbewerb                   | Rebop for Bebop                      | 29. Sep. 1984        | 15. Feb. 2002                         |
| Mudfoot bietet der Bande seine Hilfe bei einem Band-Wettbewerb an. |           |                                          |                                      |                      |                                       |
| 66 | 6         | Der Kidnapper                            | Sinister Stranger                    | 6. Okt. 1984         | 18. Feb. 2002                         |
| Officer Gomez nimmt Fingerabdrücke an der Schule und gibt Sicherheitshinweise. Hank (der lange ausgeblieben ist, um Filme zu schauen) kann sich nicht konzentrieren und schläft während der Präsentation ein. Kurz darauf kann sich Russell dagegen wehren, gekidnappt zu werden, Hank ist jedoch auf die Hilfe der Bande angewiesen. |           |                                          |                                      |                      |                                       |
| 67 | 7         | Graffiti                                 | Handwriting on the Wall              | 13. Okt. 1984        | 19. Feb. 2002                         |
| Ein Ausflug wird abgesagt, da das Geld benötigt wird, um ein Graffiti an der Wand der Schule zu übermaken. Um Geld zu sammeln, initiiert die Bande ein Projekt, bei dem ein patriotisches Wandbild gemalt wird. |           |                                          |                                      |                      |                                       |
| 68 | 8         | Hinter Gitter                            | Busted                               | 20. Okt. 1984        | 20. Feb. 2002                         |
| Larry ist ein Autodieb, der die Bande damit beeindruckt, dass er angeblich die Polizeiarbeit kennt. Als sie mit Larry zum Schwimmbad fahren, gibt es jedoch Ärger mit John Law. Die Bande bekommt Angst, als sie das Gefängnis sehen und vom Polizisten zu einer einminütigen Haftstrafe verurteilt werden und sie merken, dass sie noch länger in das Gefängnis kommen könnten, wenn sie nicht darauf achten, mit wem sie ihre Zeit verbringen.                                            |           |                                          |                                      |                      |                                       |
| 69 | 9         | Großer Verkaufsbasar                     | It All Adds Up                       | 27. Okt. 1984        | 21. Feb. 2002                         |
| Die Kinder nehmen an einem Schulflohmarkt teil. Die Bande bezweifelt, die älteren Gegenstände verkaufen zu können, jedoch gelingt es Rudy mit Tricks, alles zu verkaufen. Ein Lehrer zeigt Rudy die Folgen seines Handelns, indem er ihm statt eines Gerätes aus der Fernsehwerbung ein defektes Gerät verkauft, das seinen Hut zerstört. Außerdem müssen Rudy, Fat Albert und die anderen zum Hafen, da Rudy einem Jungen, der nicht schwimmen kann ein defektes Floß verkauft hat.        |           |                                          |                                      |                      |                                       |
| 70 | 10        | Sag niemals nie                          | Never Say Never                      | 3. Nov. 1984         | 22. Feb. 2002                         |
| Die Bande will Harolds Cousine Robin aufmuntern, die eine Nierenplantation erwartet, indem sie sie in den Freizeitpark mitnehmen. Um eine Niere für sie zu finden, verteilen sie Flyer und informieren über Robins Zustand. Sie finden einen Spender, jedoch rennt Robin weg, ehe sie ihr die Neuigkeit überbringen können. |           |                                          |                                      |                      |                                       |
| 71 | 11        | Wissen ist Macht                         | Don't Call Us                        | 10. Nov. 1984        | 25. Feb. 2002                         |
| Red will die Schule verlassen, um sich auf ihre Gesangskarriere zu konzentrieren, Fat Albert und die Bande überzeugen sie jedoch, dass dies ein Fehler wäre. |           |                                          |                                      |                      |                                       |
| 72 | 12        | Der Drogenkurier                         | The Runner                           | 17. Nov. 1984        | 26. Feb. 2002                         |
| Ein Klassenkamerad verkauft Drogen in der Schule und Fat Albert und seine Freunde müssen entscheiden, ob sie dies melden. |           |                                          |                                      |                      |                                       |
| 73 | 13        | Kleines Spielteufelchen                  | Video Mania                          | 24. Nov. 1984        | 27. Feb. 2002                         |
| Weird Harold gibt all sein Geld für Videospiele aus und nimmt im Spielecenter einen Job an, um Geld für das Picknickequipment der Bande zu verdienen. |           |                                          |                                      |                      |                                       |
| 74 | 14        | Lieblingsfach Kunst                      | You Gotta Have Art                   | 1. Dez. 1984         | 28. Feb. 2002                         |
| Fat Albert freundet sich mit einem Mädchen an, das angehende Künstlerin ist. |           |                                          |                                      |                      |                                       |
| 75 | 15        | Eine tolle Königin                       | Long Live the Queen                  | 8. Dez. 1984         | 1. März 2002                          |
| Am Amerikatag wählt die Bande ihre Königin Amerikas. |           |                                          |                                      |                      |                                       |
| 76 | 16        | Nur Streiche im Kopf                     | The Joker                            | 15. Dez. 1984        | 4. März 2002                          |
| Dumb Donalds Cousin realisiert nicht, dass seine Streiche aus dem Ruder laufen. |           |                                          |                                      |                      |                                       |
| 77 | 17        | Die zweite Chance                        | Second Chance                        | 22. Dez. 1984        | 5. März 2002                          |
| Teddy wird beschuldigt, Fitnessequipment gestohlen zu haben. Fat Albert und die Bande suchen die wahren Täter. |           |                                          |                                      |                      |                                       |
| 78 | 18        | –                                        | Kiss & Tell                          | 29. Dez. 1984        | –                                     |
| Bob bemerkt, dass Probleme – insbesondere gesundheitliche – nicht von alleine vergehen. |           |                                          |                                      |                      |                                       |
| 79 | 19        | Junge Mutter                             | Teenage Mom                          | 5. Jan. 1985         | 6. März 2002                          |
| Die Kinder helfen Liz mit ihrem neuen Baby. |           |                                          |                                      |                      |                                       |
| 80 | 20        | Teamwork                                 | Film Follies                         | 12. Jan. 1985        | 7. März 2002                          |
| Die Kinder machen ihre eigene Folge Brown Hornet. |           |                                          |                                      |                      |                                       |
| 81 | 21        | Gefährlicher Müll                        | Harvest Moon                         | 19. Jan. 1985        | 8. März 2002                          |
| Die Cosby-Kids entdecken gefährliche chemische Flüssigkeiten, als sie auf der Farm ihres Freundes Roy aushelfen. |           |                                          |                                      |                      |                                       |
| 82 | 22        | Der Legastheniker                        | Read Baby Read                       | 26. Jan. 1985        | 11. März 2002                         |
| Die Jungs wollen den Schulstar im Football, Mickey davon überzeugen, dass Lesen wichtiger ist als Gewinnen. |           |                                          |                                      |                      |                                       |
| 83 | 23        | Der Flasche verfallen                    | The Whiskey Kid                      | 2. Feb. 1985         | 12. März 2002                         |
| Fat Albert findet heraus, dass sein Freund Peter Alkohol trinkt. |           |                                          |                                      |                      |                                       |
| 84 | 24        | Jagd nach einem großen Schatz            | Millionaire Madness                  | 9. Feb. 1985         | 13. März 2002                         |
| Die Cosby-Kids suchen nach einem Schatz, nachdem Weird Harold eine Schatzkarte gefunden hat. |           |                                          |                                      |                      |                                       |
| 85 | 25        | Freddie ist so süß!                      | Call of the Wild                     | 16. Feb. 1985        | 14. März 2002                         |
| Fat Albert und die Cosby-Kids fahren durch das Land, um Harolds Onkel zu besuchen. |           |                                          |                                      |                      |                                       |
| 86 | 26        | Lachen ist ansteckend                    | Funny Business                       | 23. Feb. 1985        | 15. März 2002                         |
| Weird Harold und Waldos Schwester Mindy lernen die Bedeutung von Humor kennen, als sie in einer Höhle feststecken. |           |                                          |                                      |                      |                                       |
| 87 | 27        | Drei Strikes für Marianne                | 3 Strikes, and You're In             | 2. März 1985         | 18. März 2002                         |
| Fat Albert findet den perfekten Pitcher für ein Baseballspiel in der Junior League, aber es ist ein Mädchen. |           |                                          |                                      |                      |                                       |
| 88 | 28        | Gefälschter Ausweis                      | What's the I.D.?                     | 9. März 1985         | 19. März 2002                         |
| Rudy und sein neuer Freund Hector wollen gefälschte Ausweise nutzen, um in einen Nachtclub zu kommen. Sie werden daraufhin jedoch von Schlägern gejagt, da sie ihre Freundinnen belästigt hätten. Bei Fat Albert können sie schließlich die Polizei rufen. |           |                                          |                                      |                      |                                       |
| 89 | 29        | Schlüsselkind Tommy                      | Rules is Cool                        | 16. März 1985        | 20. März 2002                         |
| Die Polizei erscheint bei einer Party von Fat Alberts Freund Tommy im Haus seiner Eltern. |           |                                          |                                      |                      |                                       |
| 90 | 30        | Sie liebt mich, sie liebt mich nicht ... | The Birds, the Bees, and Dumb Donald | 23. März 1985        | 21. März 2002                         |
| Dumb Donald verliebt sich in Cheerleaderin Elaine, hat jedoch mit Quarterback Hammerhead Rex einen Konkurrenten. |           |                                          |                                      |                      |                                       |
| 91 | 31        | Der Pool-Hai                             | Double or Nothing                    | 30. März 1985        | 22. März 2002                         |
| Rudy lernt eine wichtige Lektion über das Gewinnen und Verlieren beim Glücksspiel. |           |                                          |                                      |                      |                                       |
| 92 | 32        | Fahrrad-Raser                            | Hot Wheels                           | 6. Apr. 1985         | 25. März 2002                         |
| Fat Albert und die Cosby-Kids besuchen das naturhistorische Museum, um sich historische Fahrräder anzusehen. |           |                                          |                                      |                      |                                       |
| 93 | 33        | Auf das Herz kommt es an!                | No Place Like Home                   | 13. Apr. 1985        | 26. März 2002                         |
| Die Cosby-Kids finden heraus, dass es echte Freunde nicht interessiert, ob man arm oder reich ist. |           |                                          |                                      |                      |                                       |
| 94 | 34        | Höllisch laut                            | Not So Loud                          | 20. Apr. 1985        | 27. März 2002                         |
| Die Cosby-Kids nehmen am Sound-City-Wettbewerb teil, um Sendezeit für ihre Band zu gewinnen. |           |                                          |                                      |                      |                                       |
| 95 | 35        | Abergläubischer Rick                     | The Jinx                             | 27. Apr. 1985        | 28. März 2002                         |
| Fat Albert und die Cosby-Kids besuchen die Ranch von Rudys Onkel. |           |                                          |                                      |                      |                                       |
| 96 | 36        | Charlie stottert                         | You Don't Say                        | 4. Mai 1985          | 29. März 2002                         |
| Fat Albert und Weird Harold wollen einen Platz im Pep-Kader der Schule bekommen. |           |                                          |                                      |                      |                                       |
| 97 | 37        | Jacob, der Amish!                        | Amiss with Amish                     | 11. Mai 1985         | 23. Nov. 2004                         |
| Fat Albert und die Cosby-Kids Kids besuchen mit Sharon die Amish-Gemeinschaft. |           |                                          |                                      |                      |                                       |
| 98 | 38        | Bandenkrieg                              | Gang Wars                            | 18. Mai 1985         | 2. Apr. 2002                          |
| Fat Albert will seinen Freund Fernando davon abhalten, in das Gang-Leben seines Bruders Tito einzutreten. Fernando wird jedoch erschossen. (Dies ist die einzige Folge, in der Charaktere sterben) |           |                                          |                                      |                      |                                       |
| 99 | 39        | Der Hacker                               | Computer Caper                       | 25. Mai 1985         | 3. Apr. 2002                          |
| Fat Albert entdeckt während der Arbeit an einem Geschichtsaufsatz, dass sein Klassenkamerad Greg ein Hacker ist. |           |                                          |                                      |                      |                                       |
| 100 | 40        | Eis im Überfluss                         | We All Scream for Ice Cream          | 1. Juni 1985         | 4. Apr. 2002                          |
| Weird Harold gerät in eine schwierige Situation, während er in Mr. Coopers Eisdiele arbeitet. |           |                                          |                                      |                      |                                       |
| 101 | 41        | Captain Cougar                           | Superdudes                           | 8. Juni 1985         | 5. Apr. 2002                          |
| Um wie sein Held zu sein unternimmt Dexter einen todesmutigen Stunt. |           |                                          |                                      |                      |                                       |
| 102 | 42        | Freund in der Not                        | Painting for the Town                | 15. Juni 1985        | 8. Apr. 2002                          |
| Fat Albert und die Jungs wollen ihrem Freund Lenny dabei helfen, einen Job zu finden. |           |                                          |                                      |                      |                                       |
| 103 | 43        | Rudy macht schöne Augen                  | Rudy and the Beast                   | 22. Juni 1985        | 9. Apr. 2002                          |
| Rudy glaubt, dass seine große Chance gekommen ist, als die Cosby-Kids ein Mädchen treffen, dessen Vater Filmproduzent ist. |           |                                          |                                      |                      |                                       |
| 104 | 44        | Sport-As auf Rädern                      | Wheeler                              | 29. Juni 1985        | 10. Apr. 2002                         |
| Fat Albert und die Jungs wollen ihrem neuen Freund Chuy alias Wheeler dabei helfen, sich in der Schule wohl zu fühlen. |           |                                          |                                      |                      |                                       |
| 105 | 45        | Wer mogelt, kommt nicht weit!            | Faking the Grade                     | 6. Juli 1985         | 11. Apr. 2002                         |
| Dumb Donald muss seine Hausaufgaben besser machen, um in die nächste Klasse versetzt zu werden. Dies erregt die Aufmerksamkeit eines Teenagers, der Dumb Donalds Lehrer hatte und ihm die Antworten zukünftiger Tests verkaufen will. |           |                                          |                                      |                      |                                       |
| 106 | 46        | Großer Wettbewerb für kleine Poeten      | Write On                             | 13. Juli 1985        | 12. Apr. 2002                         |
| Fat Albert gibt seinem Klassenkameraden Richard die Unterstützung, die er benötigt, um ein Gedicht für den Schreibwettbewerb der Schule zu schreiben. |           |                                          |                                      |                      |                                       |
| 107 | 47        | Heute wird ein Film gedreht              | Cable Caper                          | 20. Juli 1985        | 15. Apr. 2002                         |
| Die Cosby-Kids finden heraus, dass Mr. und Mrs. Gibson ihr Haus verlieren könnten. Sie wollen die Geschichte ihrer Nachbarn erzählen. |           |                                          |                                      |                      |                                       |
| 108 | 48        | Harold ist stinkig                       | Say Uncle                            | 27. Juli 1985        | 16. Apr. 2002                         |
| Als Weird Harolds Onkel Marcus mit seiner Familie bei ihm einzieht, wird der Platz in Weird Harolds Zimmer knapp. |           |                                          |                                      |                      |                                       |
| 109 | 49        | Superreporter Rudy                       | No News is Good News                 | 3. Aug. 1985         | 17. Apr. 2002                         |
| Die Cosby-Kids lernen etwas über die Verantwortung der Presse, als Rudy in der Schulzeitung eine unwahre Geschichte verbreitet. |           |                                          |                                      |                      |                                       |
| 110 | 50        | Danke, Mom!                              | Attitude of Gratitude                | 10. Aug. 1985        | 18. Apr. 2002                         |
| Als Fat Albert einen Job im Zoo annimmt, bekommt er Probleme damit, seine Verantwortungen in der Schule, Zuhause und auf der Arbeit unter einen Hut zu bringen. |           |                                          |                                      |                      |                                       |

## Specials
| Nr. | Titel                                                                               | Erstausstrahlung USA |
| --- | ----------------------------------------------------------------------------------- | -------------------- |
| 1 | Hey, Hey, Hey, it's Fat Albert                                                      | 12. Nov. 1969        |
| Die erste Folge wurde von Bill Cosby und dem Animator Ken Mundie gestaltet und von Harry Gittes für die Campbell-Silver-Cosby Corporation produziert, ehe die regulären Folgen von Filmation produziert wurden. |                                                                                     |                      |
| 2 | Bill Cosby vs. Fat Albert: The Great Go-Cart Race (a.k.a. The Weird Harold Special) | 4. Mai 1973          |
| Das Copyright der Folge ist auf das Jahr 1971 datiert, jedoch wurde die Folge bis 1973 nicht ausgestrahlt. Bereits ein Jahr zuvor hatte die reguläre Ausstrahlung bei CBS am Samstagmorgen begonnen. Der Grund dafür ist möglicherweise, dass NBC die Rechte an der Folge besaß oder dass es sich um einen verlorengegangenen Pilotfilm für die reguläre Staffel handelt. |                                                                                     |                      |
| 3 | The Fat Albert Halloween Special                                                    | 24. Okt. 1977        |
| Am Ende des Halloweenabends planen Rudy und sein Freund Devery einen letzten Streich für Mrs. Bakewell. Als jedoch zwei Kinder im Haus der alten Witwe verschwinden, machen sich Fat Albert und die Bande auf die Suche nach ihren Freunden. |                                                                                     |                      |
| 4 | The Fat Albert Christmas Special                                                    | 18. Dez. 1977        |
| Eine Familie in Not erscheint am Weihnachtsabend bei Fat Albert und den Jungs, die ihre Hilfe anbieten. Als jedoch der schlecht gelaunte Besitzer des Schrottplatzes, Tightwad Tyrone, erscheint, verschlechtert sich die Situation. |                                                                                     |                      |
| 5 | The Fat Albert Easter Special                                                       | 3. Apr. 1982         |
| Während Fat Albert und die Cosby-Kids Mudfoot zu Ostern mit einer Hausreinigung überraschen, entscheidet sich Rudy, seinen Freunden einen Streich zu spielen. Rudys Streich geht jedoch nach hinten los und Mudfoot endet im Krankenhaus. |                                                                                     |                      |